# Fédération Internationale du Sport Universitaire
Fédération internationale du sport universitaire (FISU) grundades 1949, och är det internationella studentidrottsförbundet. Huvudkontoret låg ursprungligen i Bryssel i Belgien, men flyttades 2011 till Lausanne i Vaud, Schweiz.

### Fotnoter
1. ↑  ”FISU History” (på engelska). FISU. Arkiverad från originalet den 22 februari 2014. https://web.archive.org/web/20140222174601/http://www.fisu.net/en/FISU-history-3171.html?aMotsCles=a:1:%7Bs:0:%22%22%3Ba:1:%7Bi:0%3Bs:4:%221962%22%3B%7D%7D#. Läst 13 februari 2014.